# Jula Kerschensteiner
Jula Kerschensteiner (* 5. August 1917 in München; † 24. Juni 1996 ebenda) war eine deutsche klassische Philologin.
Jula Kerschensteiner, die Tochter des Internisten Hermann Kerschensteiner (1873–1937), studierte in den 1940er Jahren Klassische Philologie und Philosophie an der Ludwig-Maximilians-Universität München, wo sie bei Franz Dirlmeier 1942 mit der Dissertation Platon und der Orient promoviert wurde. Seit 1941 arbeitete Kerschensteiner als Wissenschaftliche Assistentin an der Universität. 1947 wurde sie Lehrbeauftragte und Lektorin, 1960 habilitierte sie sich, 1966 wurde sie zur außerplanmäßigen Professorin ernannt. 1982 trat sie in den Ruhestand.

## Schriften (Auswahl)
- Platon und der Orient. Kohlhammer, Stuttgart 1945, (Zugleich: München, Universität, Dissertation).
- Kosmos. Quellenkritische Untersuchungen zu den Vorsokratikern (= Zetemata. 30). Beck, München 1962, (Zugleich: München, Universität, Habilitations-Schrift, 1959).
- Die mykenische Welt in ihren schriftlichen Zeugnissen. Heimeran, München 1970, ISBN 3-7765-2095-7.
- Socrates philosophiam devocavit a caelo. In: W. Suerbaum (Hrsg.): Festschrift für Franz Egermann zu seinem 80. Geburtstag. München 1985, S. 41–56.
- als Herausgeberin und Übersetzerin: Platon: Laches. Griechisch und deutsch (= Reclams Universal-Bibliothek. 1785/86). Übersetzt und mit einem Nachwort herausgegeben. Reclam, Stuttgart 1975, ISBN 3-15-001785-8 (Mehrere Auflagen).
- Die Chronik des Seminars für Klassische Philologie der Universität München in den Kriegsjahren 1941–1945. Ein Rückblick. In: Werner Suerbaum: Festgabe für Ernst Vogt. Zu seinem 60. Geburtstag am 6. November 1990. Erinnerungen an klassische Philologen (= Eikasmos. 4, 1993). Alma Mater Studiorum, Bologna 1993, S. 71–74, (online).